# Centaurea paui
Centaurea paui — вид квіткових рослин родини айстрових (Asteraceae). Ендемік сходу Іспанії.

## Середовище
Населяє кам'янисті місцевості.

## Морфологічна характеристика
Це напівкущик 5–15 см заввишки, сіро-біло запушений. Листя нерозділене, прикореневе лопатчате, стеблове листя ланцетоподібне, завжди мукронатне. Квіткові голови яйцюваті. Обгортка гола, блідо-зелена. Квітки рожево-жовті. Період цвітіння: літо.